# Sarlós Boldogasszony-templom (Szögliget)
Szögliget római katolikus temploma a falu főterén áll: 3762 Szögliget, Szabadság tér 9. Műemlék. Műemlékvédelmi törzsszáma: 1014, KÖH azonosító száma 3211. A templomot Sarlós Boldogasszony tiszteletére szentelték fel.

## Története
A templom eredetijét a 13. század közepén emelték román stílusban. 1400. november 9.-én IX. Bonifác pápa búcsúkiváltságot adott Szögliget templomának — ennek értelmében részleges bűnbocsánatot nyertek azok, aki a pápai bullában felsorolt ünnepek valamelyikén keresték fel.
A középkorban a templomot szent Péter és Pál tiszteletére szentelték. Az 1561–62-e egyházlátogatási jegyzőkönyv szerint még katolikus volt, de a reformáció előretörésével (ezt a folyamatot a Bebek család is támogatta) a reformátusok kapták meg; 1595-ben már biztosan az övék volt. A plébánia megszűnt, a maradék híveket a bódvaszilasi anyaegyházhoz csatolták.
A katolikusok az ellenreformáció után, II. József egyházügyi reformjainak eredményeként került vissza, majd ezt 1810 körül plébánia rangjára emelték.
Jelenlegi, copf külsejét az 1788–1790-es átépítés eredményeként kapta. Ekkor építették a tornyát is. Ez után szentelték a templomot Sarlós Boldogasszony tiszteletére (Magyar templom.hu).
Egyes, román kori részletei fennmaradtak; ezeket a 20. századi helyreállítás közben találták meg.
Legutóbb 2011-ben újították fel.

## Az épület
Lekerekített sarkú, párkányokkal tagolt, szép vonalú tornya a főhomlokzat előtt áll. A torony alatti előtér csehsüvegboltozatos.
A belső tér egyhajós, síkmennyezettel fedett. A hajó bejárat felőli végén van a karzat, amit oszlopok támasztanak alá.
A keskeny, egyenesen záródó szentély dongaboltozatos.
Román kori részletek:
- a szentély végén két, a hajó déli oldalán egy ablak;
- az egykori déli bejárat befalazott kőkerete.

## Berendezése
Befogadóképessége 160 fő (140 ülő- és 20 állóhely).

## Hitélet
Plébániatemplom; a szendrői esperesi kerülethez tartozik. Filiái:
- Jósvafő,
- Szin és
- Szinpetri.[2]

Esküvőket egész évben rendeznek (Nagyvőfély.hu).
A búcsú minden év július hónapjának első vasárnapján van (Magyar templom.hu).